# Rhynchotechum discolor
Rhynchotechum discolor là một loài thực vật có hoa trong họ Tai voi. Loài này được (Maxim.) B.L. Burtt miêu tả khoa học đầu tiên năm 1962.